# Rodryg Dunin
Rodryg Dunin (26 tháng 6 năm 1870 - 26 tháng 10 năm 1928) là nhà quý tộc, trùm tư bản công nghiệp và nông nghiệp Ba Lan.

## Tiểu sử

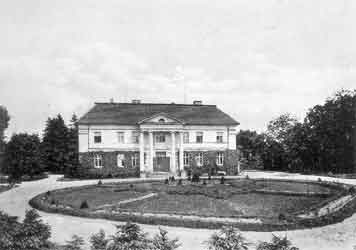
Nhà của Rodryg và Lucia ở Granówko, Kościański

Rodryg Dunin sinh ra ở Marszewo, Kreis Pleschen, Tỉnh Posen. Cha ông là Stanisław Tadeusz Dunin, người tham gia Khởi nghĩa tháng Giêng thế kỷ 19. Mẹ ông là Maria-Antonina Baranowska, con gái của nhà viết kịch Poznań Agnieszka Baranowska. Ông học trường Magdalena ở Poznań, tham gia tích cực vào phong trào thanh niên xã hội-giáo dục bí mật của Ba Lan, và sau đó theo học tại các học viện tọa lạc ở thành phố Tetschen (Děčín), Bohemia và thành phố Leipzig, Vương quốc Sachsen.
Ông kết hôn với Łucja Taczanowska (1862-1917). Con của ông: Stanisław Antoni Piotr Dunin là sĩ quan quân đội.

## Đóng góp ngành công nghiệp và nông nghiệp
Dunin có vai trò quan trọng trong các tổ chức nông nghiệp-công nghiệp Ba Lan. Ông là ủy viên hội đồng Poznańskie Ziemstwo Kredytowe và giữ ghế hội đồng quản trị của nhiều tổ chức. Việc chuyển giao kỹ thuật mới nhưng vẫn giữ nét truyền thống đã giúp ông được nông dân Ba Lan tín nhiệm. Ông thành lập một nhà máy sản xuất rượu, sản xuất xe lửa địa phương và vào năm 1912 đã lắp đặt hệ thống thủy lợi dựa vào nước mưa đầu tiên ở khu vực Poznań. Ông cố vấn cho những nông dân trẻ và được mời thuyết trình tại các trung tâm giáo dục nông dân ở 2 vùng Poznań và Warszawa.